# Wasserschloss Willstätt
Das Wasserschloss Willstätt ist eine abgegangene Wasserburg an einem Kinzigübergang im heutigen Ortskern von Willstätt im Ortenaukreis in Baden-Württemberg.
Die vermutlich im 13. Jahrhundert erbaute Burg wurde erstmals 1318 erwähnt, war im Machtbereich der Straßburger Bischöfe und diente zeitweise als Residenz der Herren von Lichtenberg. Um 1340 wurde die kastellartige Burg mit vier Rundtürmen, Ringmauern, Wassergraben und Torturm renoviert. Im 16. Jahrhundert wurde die Burg zum Renaissance-Schloss mit Bastionen und Schanzen ausgebaut und diente als Amtssitz der lichtenbergischen Verwaltungsbeamten. Nachdem die Festung Kehl entstanden war, wurde die Willstätter Bastion hinfällig und das Schloss 1689 zerstört. 1697 wurde das Gebiet des ehemaligen Schlosses überbaut.